# Stevia maimarensis
Stevia maimarensis là một loài thực vật có hoa trong họ Cúc. Loài này được (Hieron.) Cabrera miêu tả khoa học đầu tiên năm 1978.